# Claudia Lenzi

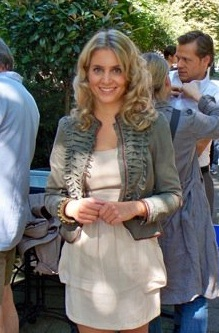
Claudia Lenzi (2010)

Claudia Lenzi (* 17. November 1985 in Biel) ist eine Schweizer Schauspielerin.

## Leben und Karriere
Die 1985 im Kanton Bern geborene Claudia Lenzi begann ihre schauspielerische Ausbildung an der Stage School Hamburg. Anschliessend besuchte sie das Lee Strasberg Theatre and Film Institute in New York, die Robert Castle Acting Master Classes und den Filmschauspielworkshop an der Filmakademie Baden-Württemberg. Ab 2008 spielte Claudia Lenzi zunächst in einer Vielzahl von Kurzfilmen wie No Hard Feelings mit. Ihr Mitwirken in der Fernsehserie Best Friends und Episodenrollen in populären Serien wie Der Winzerkönig und Die Rosenheim-Cops machte sie einem breiteren Publikum bekannt. In der Fernsehreihe Weißblaue Geschichten spielt sie eine Episodenhauptrolle.
Claudia Lenzi verfügt sowohl über eine Tanz- als auch Gesangsausbildung und ist hier in der Stimmlage Mezzosopran angesiedelt. Ihre Fertigkeiten im Eiskunstlauf stellte sie in zahlreichen nationalen Wettkämpfen unter Beweis. Claudia Lenzi, die sowohl die schweizerische wie auch die italienische Staatsbürgerschaft besitzt, spricht neben Hochdeutsch und Schweizerdeutsch fliessend Englisch, Italienisch und Französisch. Ihre Wohnsitze wechselt sie zwischen München und Biel.

## Filmografie
- 2008: Best Friends (Fernsehserie, 8 Folgen)
- 2008: No Hard Feelings (Kurzfilm)
- 2009: Marienhof (Fernsehserie, 5 Folgen)
- 2009: Der Winzerkönig (Fernsehserie, 1 Folge)
- 2010: Kleine Rosalie (Kurzfilm)
- 2010: Die Rosenheim-Cops (Fernsehserie, 1 Folge)
- 2010: Weißblaue Geschichten (Fernsehserie, 1 Folge)
- 2011: SOKO München (Fernsehserie, 1 Folge)
- 2011: Ausgerechnet Sex!
- 2011: Kommissar Stolberg (Fernsehserie, 1 Folge)
- 2012: Heiter bis tödlich: Alles Klara (Fernsehserie, 1 Folge)
- 2012: Der Sandmann
- 2014: Die Chefin (Fernsehserie, 1 Folge)
- 2014: Eine Rolle mit Stil (Kurzfilm)
- 2019: Bella Germania (Mehrteiler)
- 2020: Biohackers (Fernsehserie, 2 Folgen)